# Кучиев, Исмат Рахматович
Исмат Рахматович Кучиев (род. 27 января 1955 года; Пенджикент, Ленинабадская область, Таджикская ССР, СССР) — узбекский поэт, писатель, публицист, прозаик, общественный деятель, юрист. Кандидат философских наук. Член Союзов писателей Беларуси и Узбекистана. Кавалер ордена «Дустлик» и ордена «Друг Азербайджана». Его творчество охватывает жанры биографической публицистики, исторической прозы, поэзии и философской лирики.

## Биография
Исмат Кучиев родился 27 января 1955 года в Пенджикенте Ленинабадской области Таджикской ССР. Ещё совсем недавно ему место рождения доставляло некоторые неудобства. По национальности является узбеком. В 1959 году со своей семьей вернулся Ургутский район Самаркандской области Узбекской ССР, в село Турткуль. В 1961 году пошел в школу, которую закончил весной 1971 года, сдав все экзамены на «отлично». После решил пойти работать в колхоз, где планировал набраться жизненного опыта. Далее по направлению от колхоза поступил на факультет иностранных языков Самаркандского государственного университета, окончив его в 1978 году, получив специальность филолога. Говорит на русском, узбекском, таджикском и французском языках. Работал в органах государственной безопасности в период с 1979 по 1996 годы. После завершения службы в органах государственной безопасности Исмат Кучиев некоторое время работал представителем авиакомпании — ФГУП «Государственная транспортная компания „Россия“». Позже он получил предложение занять должность советника руководителя «Gazprom International» в Узбекистане.

Награда «Дустлик» Исмата Кучиева

В 2016 году он перешёл на работу в Санкт-Петербург, где стал советником директора Комитета по внешним связям городской администрации. На новом месте Кучиев сразу проявил активность: способствовал проведению переговоров между руководством города и представителями узбекских властей. Кроме того, он участвовал в организации значимых событий, включая Дни Ташкента в Петербурге и визит деятелей культуры Узбекистана в Дом дружбы народов Ленинградской области. В 2022 году был принят в Союз писателей Узбекистана. В 2023 году был награждён орденом «Дустлик». В 2024 году был награждён золотым орденом «Друг Азербайджана».

## Литературная деятельность
С самого детства мама Исмата ростила его в духе восточной поэзии и привила ему стремление к знаниям. С поэзией Исмат также познакомился благодаря своему учителю. Его первые стихи были написаны в совместной поездке с классом и учителем в город Ургут. Благодаря преподавателю Камолу Уразову писатель приобщился к русскому языку и литературе. Он был постоянным читателем школьной библиотеки.
Пою тебя, о, Самарканд!

Твой чудный облик восхваляю.

И твоё сердце – Регистан,

Я вечно юным называю.
Его биенье Улугбек

Предчувствовал под небом звёздным,

О, Самарканд! Твой долгий век

Величием Тимура создан!
Исмат Рахматович является автором и других уже опубликованных книг, таких как: «Жизненный путь», «Генерал — губернатор», «Всё лучшее в себя вместило сердце», «Все вместило сердце», «Мы вместе», «Достойный среди равных». В 2020 году состоялась презентация книги Исмата Кучиева «Шараф Рашидов: Победитель», которая рассказывает о нём как о выдающемся государственном и общественном деятеле бывшего союза. По словам члена Союза журналистов Беларуси Ирины Масленицыной «Исследование Исмата Рахматовича Кучиева с привлечением множества различных материалов, исторических документов, сведений, взятых из достоверных, не подлежащих сомнениям, источников и свидетельств очевидцев и, самое главное, с обширным цитированием высказываний самого героя книги — Шарафа Рашидова — не просто сделали меня гораздо более осведомленной, не просто открыли глаза на великую неправду „хлопкового дела“ и несправедливость к народу Узбекистана, но и помогли найти ответы на множество важных вопросов». В 2022 вышла вторая книга «Шараф Рашидов: Созидатель», рассказывающая о его литературной жизни. По словам директора Института литературоведения имени Янки Купалы Национальной академии наук Беларуси, доктора филологических наук, профессора Иван Саверченко Исмат Кучиев предоставил уникальную возможность взглянуть на Ш. Рашидова в новом ракурсе. По словам кандидата исторических наук Сабира Курбанова и политолога Носира Таирова книга «позволяет взглянуть на разносторонний талант Ш.Рашидова в ракурсе духовности и культуры, гармоничного развития человека».
В 2021 году было издание книги «Пять шагов в вечность», посвященная 580-летию узбекского мыслителя, поэта Алишера Навои. Произведение написано редкой в наше время онегинской строфой. Книга состоит из пяти самых важных этапов биографии поэта. По словам литературоведа Татьяны Борисюк «Исмат Кучиев — как в назире — будто вступает в творческое соревнование со своими великими предшественниками с целью показать им, а также современникам и будущим читателям своё виртуозное литературное мастерство, а также здесь заметен феномен обновления вышеизложенных писательских и жанровых традиций».
Ты можешь выбрать что угодно, друг:

Творить добро иль сеять зло вокруг.

Но урожай твой будет по деяньям:

Тут выбор исключен – замкнётся круг

В 2022 году вышел сборник «Рубаи». По словам литературоведа Татьяны Борисюк «И Алишер Навои, и Захир-ад-дин Мухаммад Бабур, и Исмат Кучиев как герои своего времени и творцы лирических миров заслужили как награду за преодоление препятствий в достижении цели своё право быть в истории узбекской литературы и в сердцах своих читателей».
В 2023 году вышла книга «Бабур. Сквозь века». Поэма написана 16-стишиями по четыре 4-стишия. Исмат Кучиев эмоционально-экспрессивно описывает жизненные испытания, которые преодолел Бабур. В этом году в Ташкенте прошла презентация книги «Триумф Гейдара Алиева» по случаю 100-летия со дня рождения первого Президента Азербайджана Гейдара Алиева. Две книги Исмата Рахматовича — «Жаннат райхонлари» и «Улуғлар чорбоғи» — изданы на узбекском языке. Вышли в свет рубаи «Болалик чорбоғи», поэтический цикл «Талабалик йилларим». Исмат Кучиев также является автором книг «Триумф Гейдара Алиева» и «Триумф Азербайджана». По словам Ирины Масленицыной «Изданные в Беларуси замечательные, необыкновенно злободневные, совершенно закономерно появившиеся в наше непростое время книги Исмата Кучиева дали ему право вступить в ряды белорусских писателей».
В 2025 году вышла книга «Омар Хайям», посвящённая жизни и творчеству поэта.
По словам Носир Таирова, члена Союза журналистов Узбекистана «Где бы он ни работал, он всегда занимался творчеством: писал стихи, статьи, поэмы и другие произведения различных жанров…».

## Общественная деятельность
Исмат Кучиев выступает за верховенство закона, защиту бизнеса от произвола чиновников и силовиков, а также за системные реформы, которые сделают предпринимательство в Узбекистане безопасным и привлекательным. Он резко критикует коррупцию и внеправовые методы борьбы с ней, считая, что только правовое государство может обеспечить устойчивое развитие экономики. Он также выступает за укрепление традиционных ценностей в противовес западному влиянию, гармоничное воспитание детей через семью, школу и религию, а также за защиту их прав и современные подходы в образовании. Рассуждает на тему наследия джадидизма и переосмысляет его в XXI веке. Говоря на тему энергокризиса в Узбекистане, Исмат Кучиев утверждает, что энергетический кризис в Узбекистане вызван устаревшей инфраструктурой и коррупцией, что требует срочной модернизации, кадровых реформ и прагматичного международного сотрудничества. Выступает за развитие конструктивных взаимовыгодных отношений с Россией. Исмат Кучиев также подчеркивает острую необходимость глубокого изучения и популяризации истории Узбекистана.

## Семья
В период довоенных репрессий в 1937 году дед Исмата Кучиева был расстрелян. Причиной этому было то, что он был богатым человеком. Отец Исмата Кучиева после ВОВ остался восьмилетним сиротой. Воспитываясь в детских домах, в середине 50-х годов попал в геологическую экспедицию и поехал в Таджикистан. Там он познакомился с матерью Исмата, они поженились и ещё несколько лет трудились геологами.
В 1978 году Исмат женился. Есть старший брат Ахмат. Был старший сын Нодир, умер 10 декабря 2018 года. Есть младший сын.

## Признание
- Кавалер ордена «Дустлик»[3]
- Кавалер золотого ордена «Друг Азербайджана»[4].
- В 2025 члены Союза писателей Узбекистана А. Пардаев и член Союза журналистов Узбекистана Н. Таиров посвятили книгу «Полёт орла» 70-летию Исмата Кучиева[42].